# Gates to Purgatory
Gates to Purgatory és el primer àlbum del grup alemany Running Wild. Predominen els temes de pirateria i majoritàriament amb lletres amb influències satàniques però també presenta cançons amb tons anàrquic i llibertari (d'acord amb el corrent llibertari europeu).
1. "Victim of States Power" – 3:36
2. "Black Demon" – 4:25
3. "Preacher" – 4:22
4. "Soldiers of Hell" – 3:23
5. "Diabolic Force" – 4:58
6. "Adrian S.O.S." – 2:49
7. "Genghis Khan" – 4:11
8. "Prisoner of our Time" – 5:22

Les següents cançons apareixen en la versió CD:

1. "Walpurgis Night" – 4:09 (aquesta pista és tallada cap al final a causa de la condició de la cinta mestre en la majoria de publicacions)
2. "Satan" – 5:00